# Napuhnica
Napuhnica (ime vrste je kitnjasta napuhnica, kitnjasta zečica; lat. Physoplexis) je monotipski biljni rod trajnica iz porodice zvončika.
Jedina vrsta je  P. comosa ili kitnjasta napuhnica čije je područje ograničeno na Hrvatsku, Sloveniju, Austriju i Italiju. Po nekim autorima dio je roda Phyteuma (zečica).